# Lady Chatterleys älskare
För andra betydelser, se Lady Chatterleys älskare (olika betydelser).
Lady Chatterleys älskare (originaltitel: Lady Chatterley's Lover) är en roman från 1928 av D.H. Lawrence, hans mest berömda. Den blev känd för de, på sin tid, mycket utmanande erotiska skildringarna och sitt kontroversiella budskap.

## Handling
Boken handlar om en ung kvinna, lady Constance Chatterley (flicknamn Reid), från den intellektuella borgarklassen, som uppfostrats till att bejaka sig själv. Hon gifter sig med den stilige aristokraten Sir Clifford Chatterley. Strax efter deras smekmånad blir han vid strider under världskriget förlamad från midjan och nedåt. Hon inleder då en relation med slottets virile och också gifte skogvaktare, Oliver Mellors. Romansen leder till att lady Chatterley blir gravid, och dessutom blir de upptäckta. När skandalen är ett faktum tvingas hon och skogvaktaren leva åtskilda. Där slutar berättelsen, dock med visst hopp om att de två huvudpersonerna ska kunna skilja sig från sina respektive och sedan leva ihop i en framtid.

## Om boken
Romanen innehåller flera psykologiska motiv: lady Chatterleys behov av ett sexualliv och att bli erövrad, mer än av intellektuell stimulans, hennes makes behov av beundran, respekt och ansvar förr än av sexuellt liv, och skogvaktarens ouppfostrade sexuella maktbegär och utagerande livshållning. En av de röda trådarna är att människor inte kan älska samma person som de tycker om och respekterar, en annan att samma strävan efter ekonomisk självständighet och drift efter kroppsligt samspel styr alla människor och att civilisationen följaktligen fungerar destruktivt på psyket.
På grund av de erotiska skildringarna över klassgränser och det råa språket (fuck, fucked, fucking) var romanen förbjuden i flera länder (den publicerades privat i Florens 1928), och under många årtionden fick den bara publiceras i censurerat skick. I Storbritannien utkom den första gången 1960 sedan den samma år friats av en domstol efter en lagändring. I Australien var till och med en bok som beskrev den rättegången förbjuden. 

## Svenska översättningar
Den första översättningen till svenska, gjord av Elsa af Trolle, utkom 1941 med en inledning av Fredrik Böök. En ny översättning av Ingmar Forsström kom 1961.

## Tre versioner
Lawrence skrev boken i tre versioner. Den första har utgivits under titeln The First Lady Chatterley. Den andra versionen av boken publicerades 1927 under namnet John Thomas and Lady Jane. 

## Adaptioner
Romanen har filmatiserats ett flertal gånger. Den mest kända versionen är från 1981 med Sylvia Kristel i huvudrollen. En tv-version med Joely Richardson utkom 1993 och en fransk version 2006.

### Ett urval
- Lady Chatterleys älskare (film, 1955) – fransk film med Danielle Darrieux i rollen som Constance Chatterley.
- Lady Chatterleys älskare (film, 1981) – brittisk film med Sylvia Kristel och Nicholas Clay som Lady Constance Chatterley och Oliver Mellors.
- Lady Chatterley – brittisk miniserie från 1993, producerad av BBC, med Joely Richardson och Sean Bean.
- Lady Chatterleys älskare (film, 2006) – fransk film med Marina Hands i rollen som Constance. Filmen vann Césarpriset för bästa film 2007.
- Lady Chatterleys älskare (film, 2015) – brittisk TV-film producerad av BBC, med Holliday Grainger, Richard Madden och James Norton.